# Acanthodelta caeruleoalba
Acanthodelta caeruleoalba là một loài bướm đêm trong họ Noctuidae.